# Macanbang
Macanbang is een bestuurslaag in het regentschap Tulungagung van de provincie Oost-Java, Indonesië. Macanbang telt 1816 inwoners (volkstelling 2010).